# ナレラク
ナレラク（なれらく、グリーンランド語: Naleraq）は、グリーンランドの政党。2021年2月に「ナレラク党」 (Partii Naleraq)から改名した
進歩党に所属していたハンス・エノクセン元首相と他2議員が離党し、2014年1月に結党された。同年11月28日に実施された選挙では、結党時の3議席を維持した。狩猟と漁業の自由化などを主な政策としている。
キム・キールセン政権の押し進めるレアアース採掘計画にはイヌイット友愛党と同じく反対の立場を取った。この計画が争点となった2021年4月6日執行の総選挙では4議席を獲得。